# Datnioididae
Los peces tigre (Datnioididae) son una familia de peces del orden Perciformes que cuenta con un solo género, Datnioides, dentro del cual se logran diferenciar 5 especies distintas. 
Las especies de este género habitan tanto en aguas dulces como en aguas salobres de las zonas costeras y estuarios de los ríos en el Sur y el Sudeste de Asia. Estudios recientes han demostrado que los peces tigres están estrechamente relacionados con las dormilonas.

## Especies
- Datnioides campbelli
- Datnioides microlepis
- Datnioides pulcher -Pez tigre siamés
- Datnioides quadrifasciatus o Datnioides polota
- Datnioides undecimradiatus